# مایکل زورک
مایکل زورک (انگلیسی: Michael Zorc؛ زادهٔ ۲۵ اوت ۱۹۶۲) بازیکن فوتبال اهل آلمان است.
از باشگاه‌هایی که در آن بازی کرده‌است می‌توان به باشگاه فوتبال بروسیا دورتموند اشاره کرد.
وی همچنین در تیم‌های ملی فوتبال زیر ۲۱ سال آلمان، Germany national football B team، زیر ۲۳ سال آلمان، و آلمان بازی کرده‌است.